# 豊嶋泰嗣
豊嶋 泰嗣（とよしま やすし、1964年3月4日 - ）は、東京生まれのヴァイオリン奏者、ヴィオラ奏者。

## 経歴
桐朋女子高等学校音楽科に入学、江藤俊哉・アンジェラ夫妻に師事。桐朋学園大学在学中からヴァイオリン、ヴィオラ奏者として演奏活動を始め、ハレー・ストリング・クァルテットを結成。
1986年、同大学を卒業し、新日本フィルハーモニー交響楽団のコンサートマスターに就任した。1992年、芸術選奨新人賞音楽部門を受賞。1993年、サイトウ・キネン・オーケストラのコンサートマスターに就任した。1997年から、九州交響楽団と新日本フィルハーモニー交響楽団のコンサートマスターを兼任していたが、2009年3月末をもって九響のポストからは離任、代わりに、日本初の同団「桂冠コンサートマスター」として顕彰された。1998年には京都アルティ弦楽四重奏団を結成。1719年製のストラディバリウスを使用。現在、桐朋学園大学大学院で後進の指導にあたり、また兵庫芸術文化センター管弦楽団のコンサートマスター（室内楽担当）、水戸室内管弦楽団の団員を務める。
近年の久石譲のコンサートでは、ほぼ全てにおいて、コンサートマスターを務めている。
2019年、青山音楽賞青山賞を受賞。